# Bussigny-sur-Oron
Bussigny-sur-Oron (toponimo francese) è una frazione di 77 abitanti del comune svizzero di Oron, nel Canton Vaud (distretto di Lavaux-Oron).

## Storia

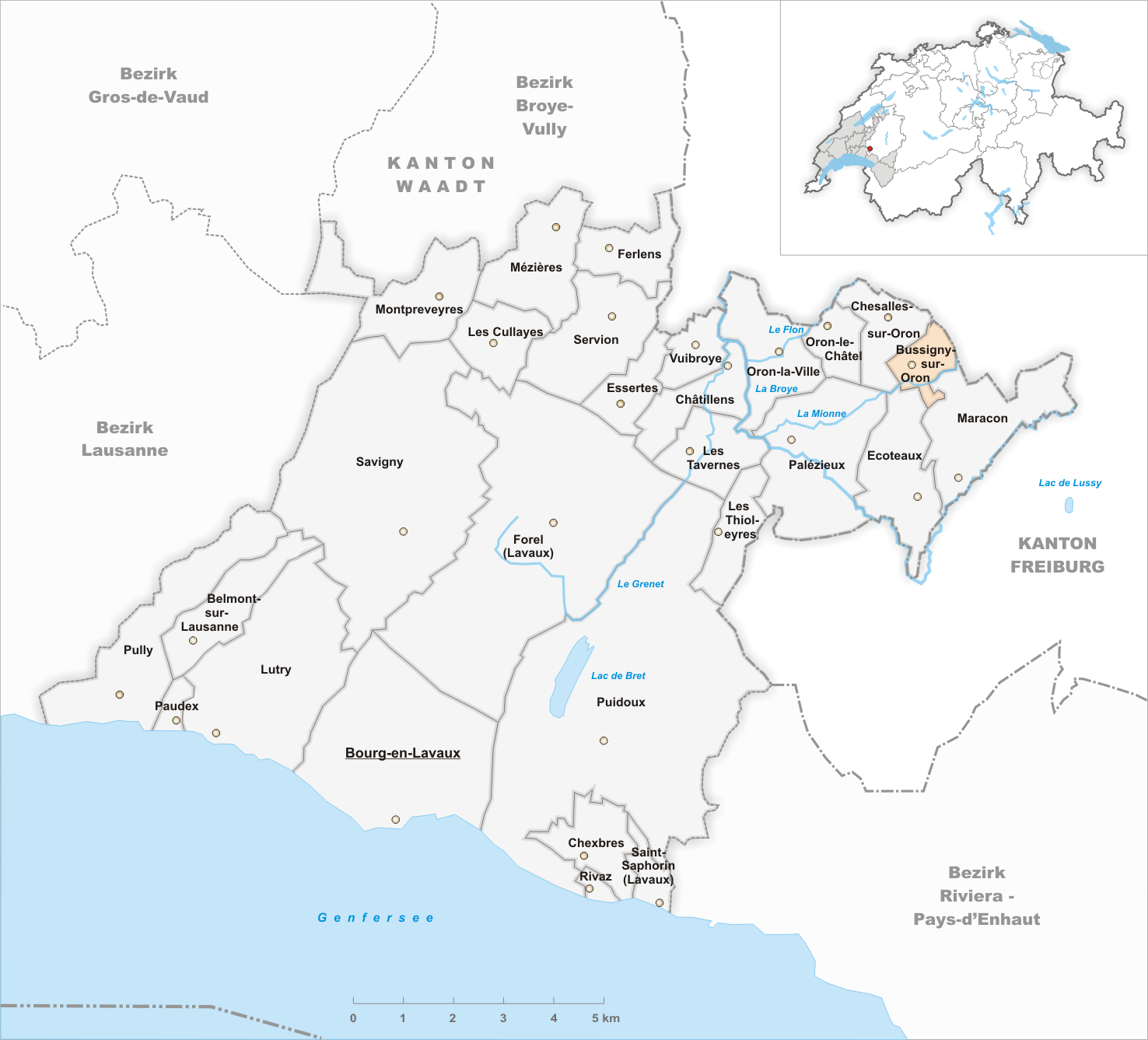
Il territorio del comune di Bussigny-sur-Oron prima degli accorpamenti comunali del 2012

Già comune autonomo che si estendeva per 1,17 km², nel 2012 è stato accorpato agli altri comuni soppressi di Châtillens, Chesalles-sur-Oron, Ecoteaux, Oron-la-Ville, Oron-le-Châtel, Palézieux, Les Tavernes, Les Thioleyres e Vuibroye per formare il nuovo comune di Oron.

## Società

### Evoluzione demografica
L'evoluzione demografica è riportata nella seguente tabella:
Abitanti censiti

## Amministrazione
Ogni famiglia originaria del luogo fa parte del cosiddetto comune patriziale e ha la responsabilità della manutenzione di ogni bene ricadente all'interno dei confini della frazione.